# Kazimierz Hasała
Kazimierz Hasała (ur. 28 lutego 1898 w Giebułtowie, zm. 18 marca 1938 w Warszawie) – starszy sierżant Wojska Polskiego.

## Życiorys
16 sierpnia 1914 został przyjęty do Legionów Polskich. Od 24 sierpnia 1914 do 15 kwietnia 1916 służył w 1. i 2. kompanii I baonu oraz 9. kompanii III baonu 2 Pułku Piechoty . 15 czerwca 1915 został ranny pod Nowosielicą w bitwie pod Rarańczą . Leczył się w Szpitalu Krajowym w Czerniowcach . 7 października 1915 został zwolniony ze służby z powodów zdrowotnych. Od 16 kwietnia 1916 ponownie w służbie. Do rozbicia pułku w bitwie pod Kaniowem (11 maja 1918) walczył w szeregach 7. kompanii 3 Pułku Piechoty. Został internowany w Gustrow, z którego zbiegł 20 października 1918 . 
Do swojej śmierci pełnił służbę w 21 Pułku Piechoty w Warszawie . Zmarł 18 marca 1938 r. w Warszawie. Trzy dni później został pochowany na Cmentarzu Wojskowym na Powązkach (kwatera A5-6-34) . Był żonaty, miał dzieci .

## Ordery i odznaczenia
- Krzyż Niepodległości – 15 kwietnia 1932 „za pracę w dziele odzyskania niepodległości”[5]
- Krzyż Walecznych czterokrotnie „za czyny orężne w czasie bojów Legionów Polskich”[6]
- Brązowy Krzyż Zasługi[4]
- Medal Pamiątkowy za Wojnę 1918–1921 „Polska Swemu Obrońcy”[4]
- Medal Dziesięciolecia Odzyskanej Niepodległości[4]
- Medal Międzysojuszniczy „Médaille Interalliée”[4]